# Josef Max Reichert
Josef Max Reichert (* 24. März 1865 in Miltenberg; † im 20. Jahrhundert) war Senatspräsident am Reichsgericht und Vorsitzender des Deutschen Richterbunds 1922 bis 1929.

## Leben
Reichert trat 1887 in den bayerischen Justizdienst ein. 1891 war er III. Staatsanwalt, 1892 Amtsrichter, 1897 II. Staatsanwalt, 1899 Oberamtsrichter, 1904 Landgerichtsrat. 1909 wurde er Vorsitzender des bayrischen Richtervereins, den er mitinitiiert hatte. Im selben Jahr wurde er stellvertretender Landgerichtsdirektor. 1913 wurde Reichert Oberlandesgerichtsrat. Am 1. April 1914 erfolgte seine Berufung an das Reichsgericht. Im selben Jahr wurde er zum Kriegsdienst einberufen. Nach dem Ersten Weltkrieg wurde er 1922Vorsitzender des Deutschen Richterbunds. In seine Amtszeit fallen Justizreformen, wie die Emminger-Novellen oder das Arbeitsgerichtsgesetz. Mit der Wahl Reicherts zum Vorsitzenden wurde er auch Schriftleiter der Deutschen Richterzeitung. Als die neue Fachzeitschrift Die Justiz des Republikanischen Richterbunds 1925 mit dem Titel „Was wir wollen“ eine Rechtspflege im demokratischen und republikanischen Geist forderte, entgegnete Reichert in der Richterzeitung, das sei „was wir nicht wollen“, denn das Recht könne nur ethisch und keinesfalls politisch aufgefasst werden. Diese Auseinandersetzung steht im größeren Kontext des Streits zwischen den Richterbünden und hier stand Reichert als Schriftleiter der antirepublikanischen Richterzeitung im Mittelpunkt der Kritik. Sein Anliegen war die Unabhängigkeit der Richter von politischer Einflussnahme. Durch diese vordergründig apolitische Haltung spiegelte er die damaligen Restaurationswünsche in der hochkonservativen Richterschaft wider. In deren Sinne sah Reichert die Aufgabe der Richterschaft: „Was die Wehrmacht nach außen ist, das muss die Rechtsprechung nach innen sein“. 1926 wurde er zum Präsidenten des 3. Strafsenats ernannt; 1929 kandidierte Reichert nicht erneut – sein Nachfolger war Reichsgerichtsrat Karl Linz. Am 31. Juli 1931 ging Reichert in Pension.
Während seines Studiums wurde er Mitglied der Akademisch-Musikalischen Verbindung Würzburg.

## Ehrungen
- 1929 Ehrendoktor der juristischen Fakultät der Friedrich-Wilhelms-Universität
- 1930 Ehrenvorsitzender des Richterbunds.